# Jardines de las Tres Chimeneas
Los jardines de las Tres Chimeneas (en catalán: Jardins de les Tres Xemeneies) se encuentran en el Distrito de Sants-Montjuic de Barcelona. Fueron creados en 1995 con un diseño de Pere Riera y Josep Maria Gutiérrez.

## Descripción
Estos jardines de aspecto netamente urbano están ubicados en los terrenos ocupados antiguamente por la central eléctrica de Barcelona Traction, Light and Power Company, limited —conocida popularmente como La Canadiense—, una de las pioneras en la ciudad condal. De la antigua central solo subsisten las chimeneas (fechadas en 1897, 1908 y 1917), rodeadas hoy día por un edificio de oficinas de FECSA, que ocupa una cuarta parte del terreno, estando el resto dedicado al parque. El edificio está rodeado en la parte de la Avenida del Paralelo por un estanque. A su lado se encuentran varias plazas pavimentadas y separadas por muros de cemento decorados con graffitis. Una de estas plazas está habilitada para la práctica del monopatín, junto a la que hay un cubo que sirve de escenario para espectáculos al aire libre. Esta zona es el centro del Urban Funke, un encuentro de cultura urbana en el que se celebran concursos de monopatín y graffitis, así como actuaciones de música electrónica y exhibiciones de hip-hop y break dance. En la parte posterior hay un polideportivo. Repartidos por el terreno hay varias piezas conservadas de la antigua central y colocadas como si fuesen esculturas, como una caldera y unas turbinas eléctricas, además de una enorme silla de hormigón que da entrada al parque, diseñada por los arquitectos autores del proyecto. En un extremo del parque hay una zona con suelo de sablón, donde se encuentran un área de juegos infantiles, pistas de petanca y mesas de ping-pong. En este lado hay plantados una serie de chopos, que es la única especie vegetal del parque.

## Galería

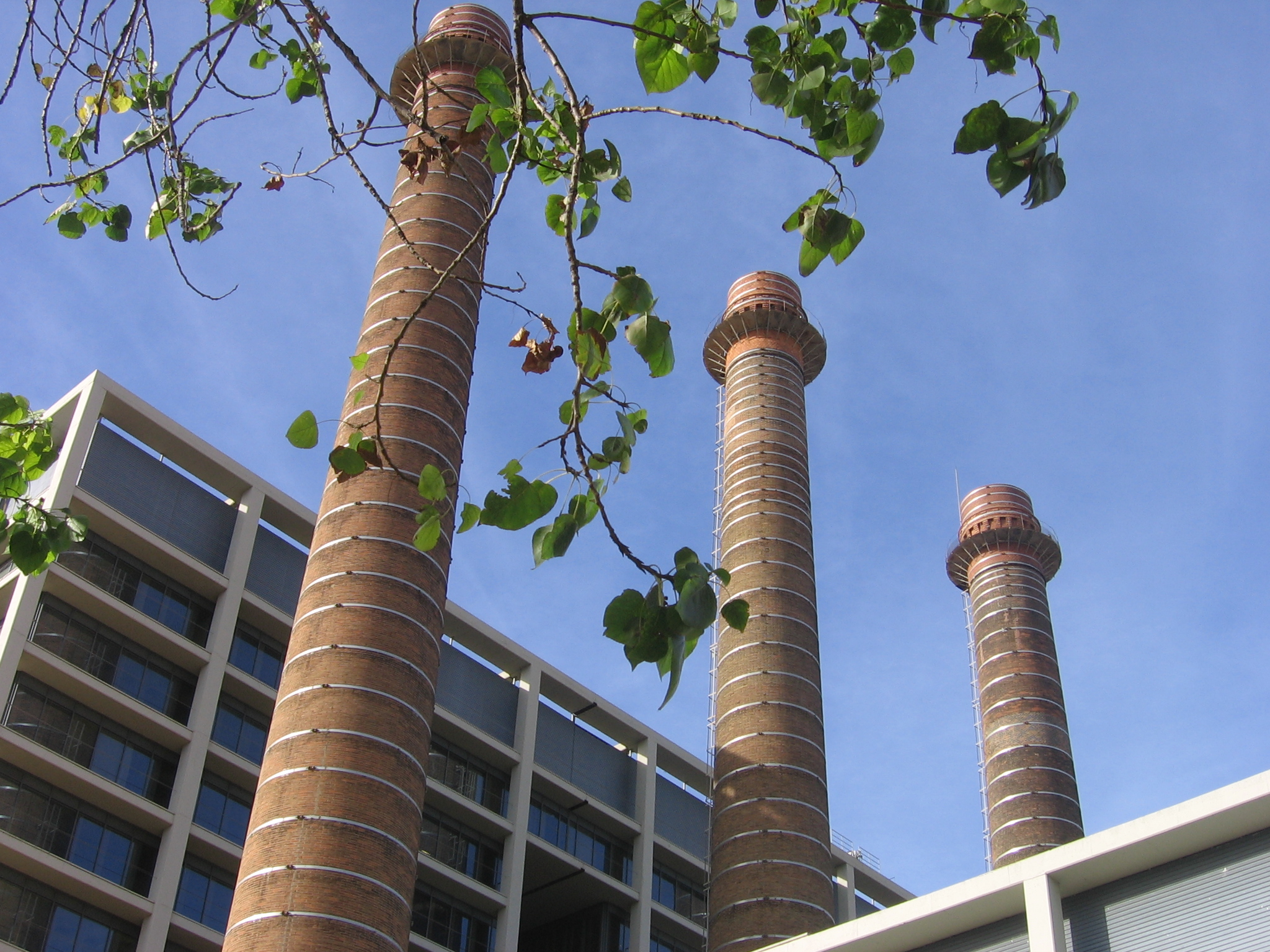
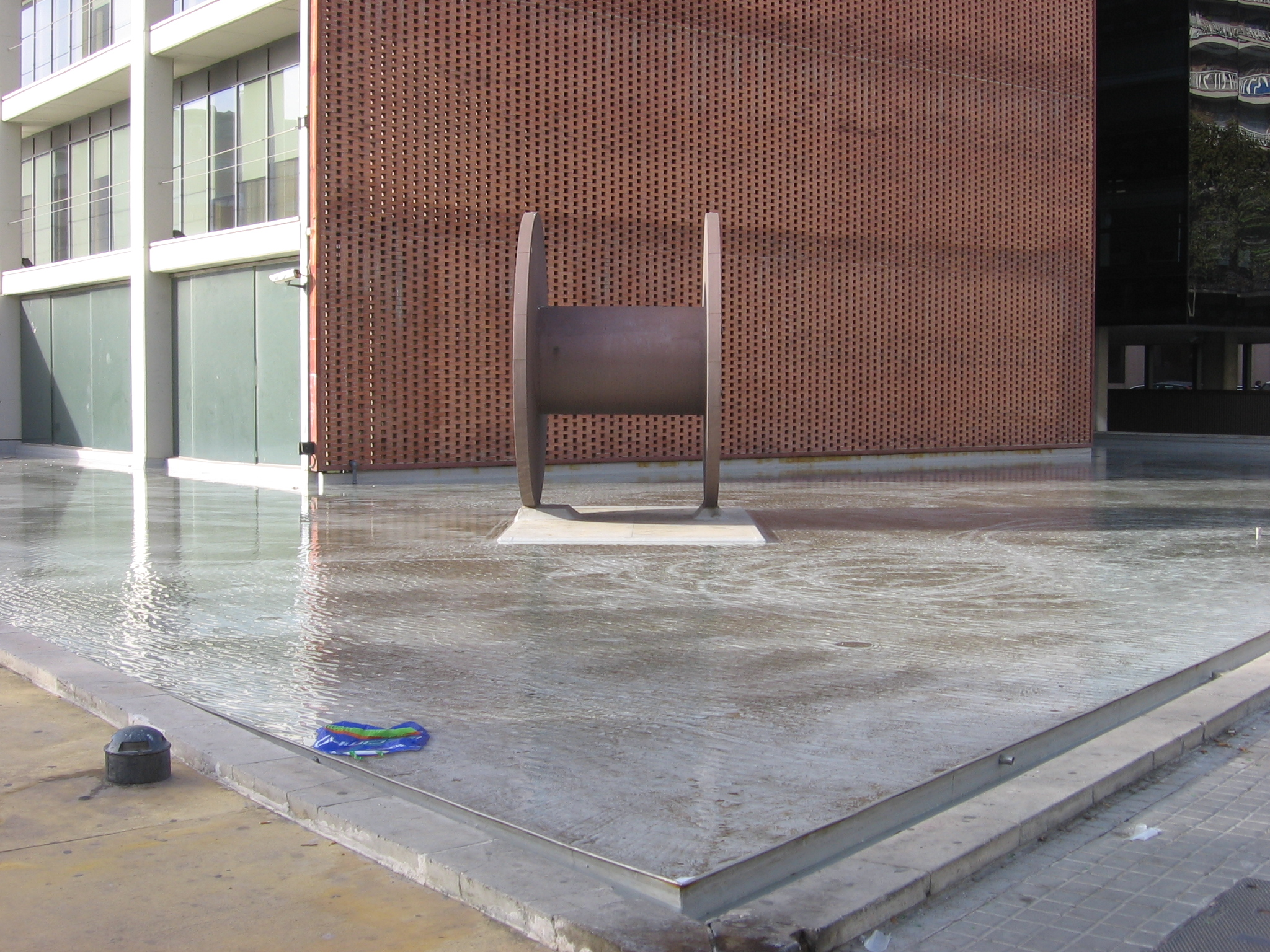
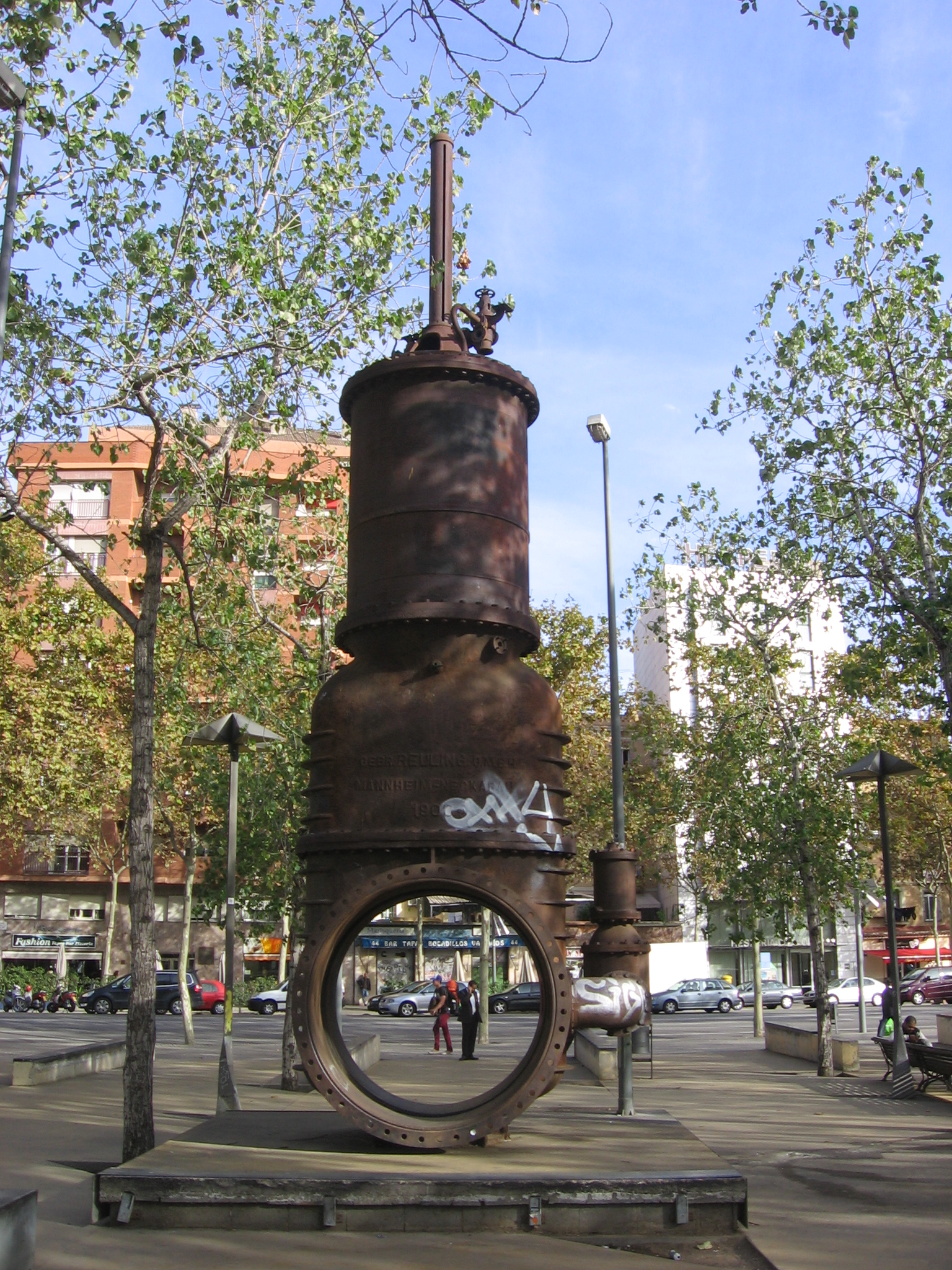
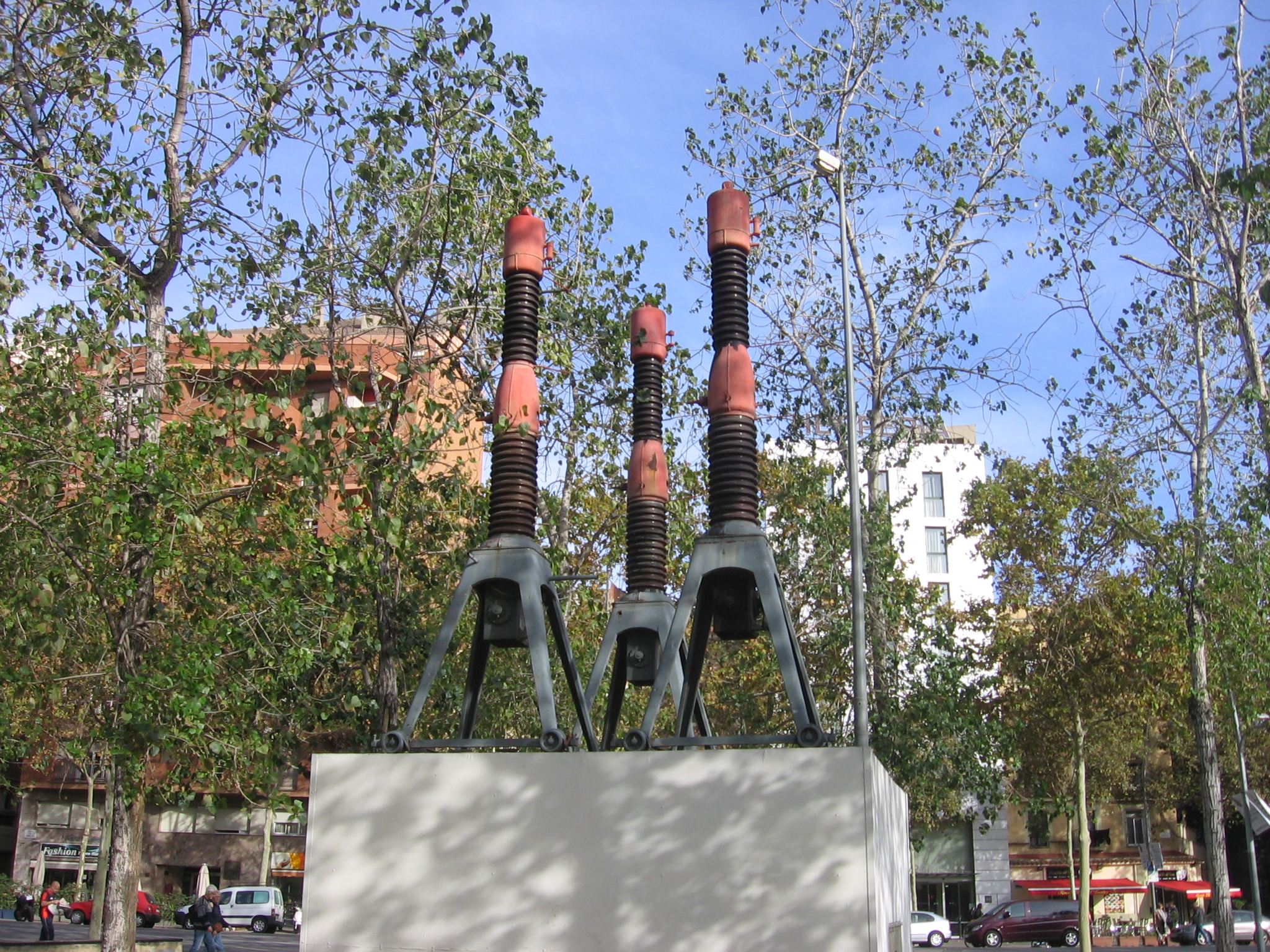
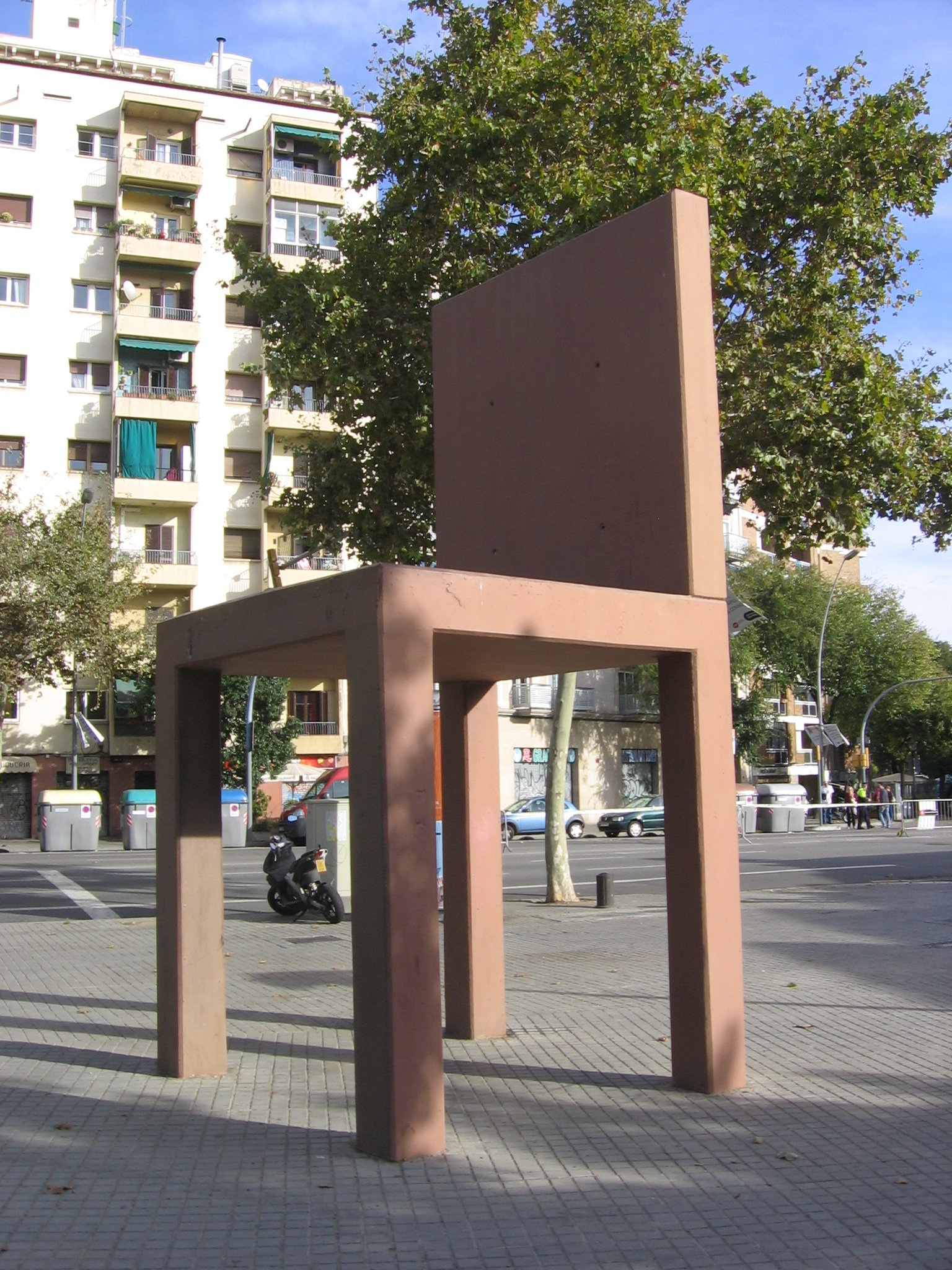